# Ysop-Öl

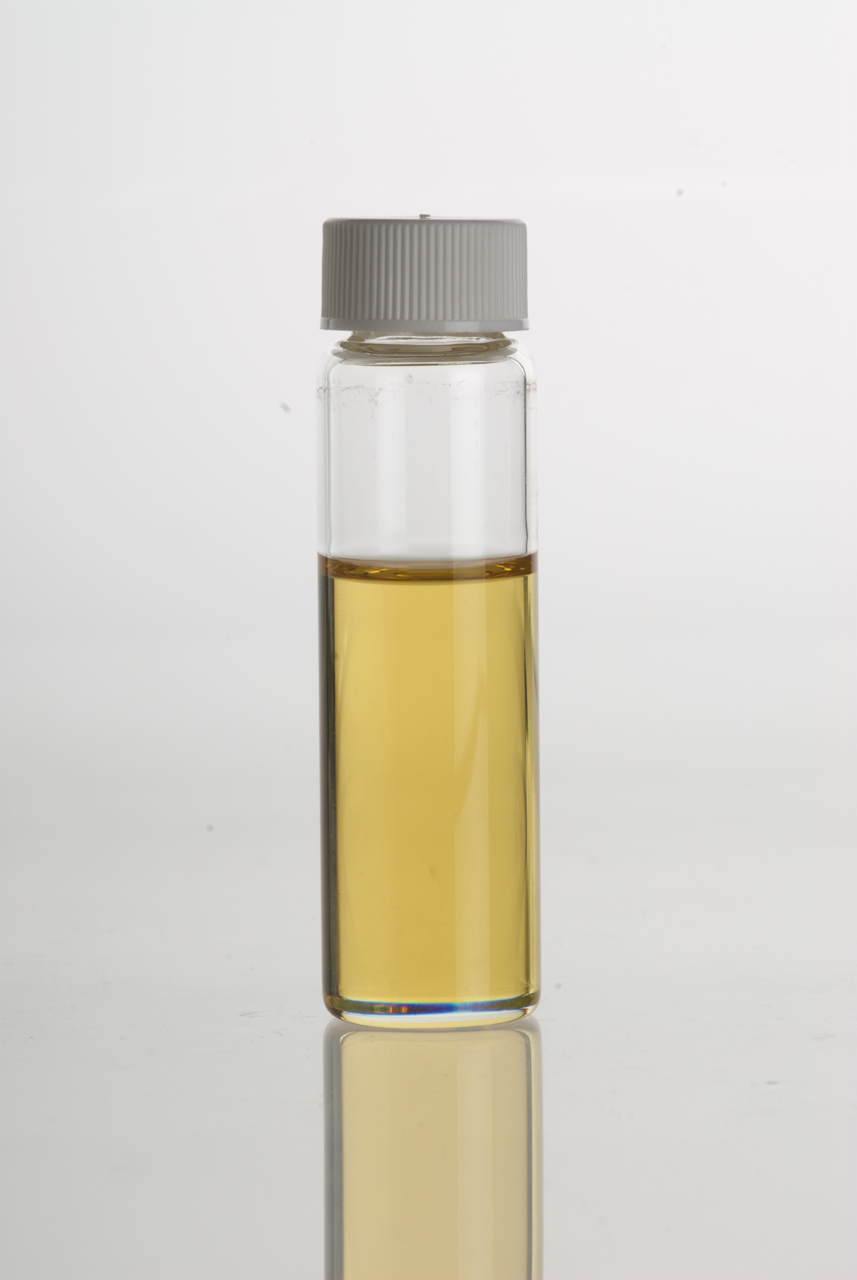
Ysop-Öl von Hyssopus officinalis

Ysop-Öl (FEMA 2589) ist ein ätherisches Öl, das aus den Blättern des Ysop (Hyssopus officinalis), einem im Mittelmeergebiet und in Vorderasien heimischen, blau oder weiß blühenden Kraut oder Strauch, gewonnen wird. 

## Herstellung
Zur Herstellung von Ysop-Öl wird das blühende Kraut des Ysops einer Wasserdampfdestillation unterworfen. Die flüchtigen Bestandteile des Krauts werden dabei vom heißen Wasserdampf mitgerissen, beim Abkühlen trennt sich das Gemisch in zwei Phasen, das ätherische Öl wird abgeschieden. Die Ausbeute beträgt bis zu 1 %.

## Eigenschaften
Die farblose bis grünlich-gelbe Flüssigkeit ist in Wasser unlöslich und verfügt über einen Geruch, der als würzig, Campher-artig beschrieben wird. Der Geschmack ist bitter.

## Zusammensetzung
Ysop-Öl besteht hauptsächlich aus Pinocamphon (7,5–25,4 %), Isopinocamphon (16,4–22,1 %), Pinocarvon (10,7–23 %) und β-Pinen (7,7–11,3 %), wobei die Anteile über verschiedene Anbaujahre und Phänotypen variieren.

## Wirkungen und Verwendung
Ysopöl findet Verwendung in der Gewürzindustrie, medizinisch für Gurgel- und Augenwässer, als leichtes Expektorans und Antihidrotikum.
Die enthaltenen Stimulanzien des Zentralen Nervensystems, Thujone, Pinocamphone und Cineole, können zu Krampfanfällen führen.